# Symplectoscyphus plectilis
Symplectoscyphus plectilis är en nässeldjursart som först beskrevs av Sydney John Hickson och Gravely 1907.  Symplectoscyphus plectilis ingår i släktet Symplectoscyphus och familjen Sertulariidae. Inga underarter finns listade i Catalogue of Life.